# Ctenomys brasiliensis
Туко-туко бразильський (Ctenomys brasiliensis) — вид гризунів родини тукотукових. Цей вид зустрічається на південному сході Бразилії, у штаті Мінас-Жерайс.